# Cantonul Auzances
Cantonul Auzances este un canton din arondismentul Aubusson, departamentul Creuse, regiunea Limousin, Franța.

## Comune
| Comune            | Populație (1999) | Cod poștal | Cod INSEE |
| ----------------- | ---------------- | ---------- | --------- |
| Auzances          | 1 374            | 23700      | 23013     |
| Brousse           | 27               | 23700      | 23034     |
| Bussière-Nouvelle | 112              | 23700      | 23037     |
| Chard             | 194              | 23700      | 23053     |
| Charron           | 239              | 23700      | 23054     |
| Châtelard         | 34               | 23700      | 23055     |
| Le Compas         | 225              | 23700      | 23066     |
| Dontreix          | 397              | 23700      | 23073     |
| Lioux-les-Monges  | 47               | 23700      | 23110     |
| Les Mars          | 209              | 23700      | 23123     |
| Rougnat           | 569              | 23700      | 23164     |
| Sermur            | 91               | 23700      | 23171     |